# Груди (имя)
Гру́ди (болг. Груди) — болгарское мужское имя.
Является удлиненной формой имени Груд (женский эквивалент — Груда). В значение имени вложено пожелание его носителю силы и храбрости (болг. да е здрав и набит като грудка).

## Фамилии, образованные от имени
От имени Груди образована болгарская фамилия Грудев.